# Veiga (La Bola)
Veiga (llamada oficialmente San Munio de Veiga) es una parroquia y un lugar español del municipio de La Bola, en la provincia de Orense, Galicia.

## Toponimia
La parroquia también es conocida por el nombre de San Munio da Veiga.

## Organización territorial
La parroquia está formada por doce entidades de población:
- Cacabelos
- Campo da Veiga (Campo de Veiga)
- Cerdal
- Cirós
- Folgoso
- Moreiriñas
- O Outeiro
- Rairigo
- San Fiz
- A Seara
- Tourille
- A Veiga (Veiga)

## Demografía

### Parroquia
| Gráfica de evolución demográfica de Veiga (parroquia) entre 2000 y 2022 |
|                                                                         |
| Datos según el nomenclátor publicado por el INE.                        |

### Lugar
| Gráfica de evolución demográfica de A Veiga (lugar) entre 2000 y 2022 |
|                                                                       |
| Datos según el nomenclátor publicado por el INE.                      |